# Spitzwinklige Bastard-Mehlbeere
Die Spitzwinklige Bastard-Mehlbeere (Sorbus acutisecta), auch Spitzlappige Mehlbeere,  ist eine Pflanzenart aus der Gruppe der Bastard-Mehlbeeren.

## Merkmale
Die Spitzwinklige Bastard-Mehlbeere ist ein Baum der Wuchshöhen von 10 Meter oder mehr erreicht. Die Blätter messen 8 bis 10 (selten 7 bis 12) × 6 bis 7 (selten weniger als 5 bis 8) Zentimeter. Sie besitzen 5 bis 7 (selten 8) Lappenpaare die dreieckig, vorwärts gerichtet, scharf und spitzwinklig eingeschnitten sowie lang zugespitzt, einfach oder auf die Basis zu doppelt gezähnt sind. Die Blätter sind vorne auffällig zugespitzt, an der Basis abgerundet und besitzen 10 bis 11 (selten 9 oder 12) Paar Seitennerven. Die ziemlich großen Blüten haben einen Durchmesser von 14 bis 17 Millimeter. Die kugeligen bis birnenförmigen Früchte weisen winzige Lenticellen auf. Sie sind anfangs rötlich gelb und werden mit der Zeit dunkler.

## Vorkommen
Die Art ist im Nordwesten Thüringens endemisch. Sie kommt mit nur im Mittelwerragebiet in der Gegend von Treffurt, Wendehausen und Frankenrode sowie nördlich davon im Eichsfeld bei Lengenfeld unterm Stein und bei Großbartloff vor. Die Spitzwinklige Bastard-Mehlbeere wächst auf von Schichten des unteren Muschelkalk gebildeten Süd- und Südwest-Hängen. Insgesamt gibt es etwas über 100 Exemplare.

## Systematik
Sorbus acutisecta wurde 1971 von R. Reuther und O. Schwarz erstbeschrieben. Das Epitheton acutisecta bedeutet scharf eingeschnitten und bezieht sich auf die Blattlappen.

## Belege
- Herfried Kutzelnigg: Sorbus. In: Hans. J. Conert u. a. (Hrsg.): Gustav Hegi. Illustrierte Flora von Mitteleuropa. Band 4 Teil 2B: Spermatophyta: Angiospermae: Dicotyledones 2 (3). Rosaceae 2. Blackwell 1995. ISBN 3-8263-2533-8